# Escudo de Sajonia-Weimar-Eisenach
El Escudo de armas del Gran Ducado de Sajonia-Weimar-Eisenach fue creado en 1815 cuando el territorio fue elevado al título de Gran Ducado, y finalizó entre 1918 con la transición de Sajonia-Weimar-Eisenach en el nuevo Estado de Turingia. El título gran ducal completo era Gran Duque de Sajonia-Weimar-Eisenach, Landgrave en Turingia, Margrave de Meissen, Príncipe-Conde de Henneberg, Señor de Blankenhayn, Neustadt y Tautenburg, y esto se representa en las armas:
- En el primer cuartel, el león burelado de Turingia;[1][2]
- En el segundo cuartel, las armas del Margraviato de Meissen;[2]
- En el tercer cuartel, las armas del Condado de Henneberg y de Neustadt-Arenshaugk;[2]
- En el cuarto cuartel, las armas del Señorío de Blankenhayn (Blankenheim) y Tautenburg;[2]
- Sobre todo, en escusón, las armas de Sajonia, como era tradición para los descendientes de la línea sajona.[2]

Fue utilizado en el Estandarte Gran Ducal c.1862 - c.1878.